# The Prince and Betty (film)
The Prince and Betty er en amerikansk stumfilm fra 1919 af Robert Thornby.

## Medvirkende
- William Desmond som John Maude
- Mary Thurman som Betty Keith
- Anita Kay som Jack Wheldon
- George Swann som Hayling
- Walter Perry